# Nightclubbing
Nightclubbing är ett musikalbum av Grace Jones lanserat 1981 på skivbolaget Island Records. Skivan är främst ett discoalbum med influenser från new wave-musik och reggae här och där. Sex singlar släpptes från skivan varav "Pull Up the Bumper" och "I've Seen That Face Before (Libertango)" blev framgångsrikast. Skivans titelspår var skrivet av David Bowie och Iggy Pop.

## Låtlista
1. "Walking in the Rain"
2. "Pull Up the Bumper"
3. "Use Me"
4. "Nightclubbing"
5. "Art Groupie"
6. "I've Seen That Face Before (Libertango)"
7. "Feel Up"
8. "Demolition Man"
9. "I've Done It Again"

## Lisplaceringar
- Billboard 200, USA: #32[1]
- UK Albums Chart, Storbritannien: #35[2]
- VG-lista, Norge: #19[3]
- Topplistan, Sverige: #4[4]